# Municipio de Berlin (condado de Monroe)
El municipio de Berlin (en inglés: Berlin Township) es un municipio ubicado en el condado de Monroe en el estado estadounidense de Míchigan. En el año 2010 tenía una población de 9299 habitantes y una densidad poblacional de 96,72 personas por km².

## Geografía
El municipio de Berlin se encuentra ubicado en las coordenadas 42°1′43″N 83°15′18″O / 42.02861, -83.25500. Según la Oficina del Censo de los Estados Unidos, el municipio tiene una superficie total de 96.14 km², de la cual 82,88 km² corresponden a tierra firme y (13.8 %) 13bbb.27 km² es agua.

## Demografía
Según el censo de 2010, había 9299 personas residiendo en el municipio de Berlin. La densidad de población era de 96,72 hab./km². De los 9299 habitantes, el municipio de Berlin estaba compuesto por el 96,28 % blancos, el 1,34 % eran afroamericanos, el 0,23 % eran amerindios, el 0,27 % eran asiáticos, el 0,6 % eran de otras razas y el 1,28 % eran de una mezcla de razas. Del total de la población el 3,2 % eran hispanos o latinos de cualquier raza.